# Coteaux-du-cap-corse
Le coteaux-du-cap-corse ou vin de Corse coteaux du cap Corse, est un vin produit sur le cap Corse, dans le département de la Haute-Corse.
Il s'agit d'une des dénominations géographiques au sein de l'appellation vin de corse.

## Histoire

### Période contemporaine
Au XIXe siècle, le vignoble couvrait des milliers d'hectares. En 1860, selon les sources, on dénombrait entre 1 500 et 4 000 hectares de vignes. Une grande partie des vignes fut arrachée dans la première moitié du XXe siècle. Aujourd'hui, il reste quelques vignes côtières et les nouveaux vignobles qui font face aux îles Finocchiarola.
Chaque année se déroule la foire du Vin de Luri « Fiera di u Vinu ».

## Vignoble

### Présentation
Le vignoble s'étend sur les communes de : Barrettali, Brando, Cagnano, Canari, Centuri, Ersa, Luri, Meria, Morsiglia, Nonza, Ogliastro, Olcani, Olmeta-di-Capocorso, Pietracorbara, Pino, Rogliano, San-Martino-di-Lota, Santa-Maria-di-Lota, Sisco, Tomino et Ville-di-Pietrabugno.

### Encépagement
Les vins blancs sont issus principalement de la vermentino B (malvoisie de Corse), complété accessoirement par le biancu gentile B, la codivarta B, le genovese B et l'ugni blanc B (rossola).
Les vins rouges et rosés sont issus principalement du grenache N, du nielluccio N et du sciaccarello N, complétés accessoirement par du aléatico N, de la barbarossa N, du carcajolo nero N, du carignan N, du cinsaut N, du mourvèdre N, de la syrah N et du vermentino B (malvoisie de Corse).